# Криволучье (Пензенская область)
 Криволучье  — деревня в Неверкинском районе Пензенской области. Входит в состав Староандреевского сельсовета.

## География
Находится в юго-восточной части Пензенской области на расстоянии приблизительно 5 км на северо-запад от районного центра села Неверкино на правом берегу Елань-Кадады.

## История
Деревня основана в середине XVIII века. В 1795 году было 14 дворов казенных крестьян, 48 ревизских душ. В 1911 году отмечено 94 двора и церковноприходская школа. В 1955 году работал колхоз «Путь к коммунизму». В 2004 году отмечено 83 хозяйства.

## Население
| 1795 | 1859 | 1926 | 1939 | 1959 | 1979 | 1996 |
| ---- | ---- | ---- | ---- | ---- | ---- | ---- |
| 96   | ↗283 | ↗578 | ↘500 | ↘455 | ↘307 | ↘245 |
| 2004 | 2010 |      |      |      |      |      |
| ↗249 | ↘183 |      |      |      |      |      |